# Tadeusz Kondrat
Tadeusz Kondrat (ur. 8 kwietnia 1908 w Przemyślu, zm. 19 czerwca 1994 w Skolimowie) – polski aktor teatralny i filmowy.

## Życiorys
Urodził się w rodzinie Michała i Ludwiki z Kaczmarów. Jego brat Józef był także aktorem. Na scenie teatralnej zaczął występować pod koniec lat 20. XX wieku. Od 1950 grał w słuchowiskach Teatru Polskiego Radia. Występował także w kabarecie „Szpak” (1954).
W 1955 za rolę Juliusza w sztuce Leona Kruczkowskiego „Juliusz i Ethel” w Teatrze Kameralnym w Warszawie otrzymał Nagrodę Państwową II stopnia (zespołową).
W 1955 doznał trwałego urazu w wyniku wypadku samochodowego. Wieczorem, po zakończeniu spektaklu w Teatrze Polskim w Warszawie, jechał do Łodzi samochodem, jako pasażer, na plan filmu Zemsta. Został poproszony, żeby przesiadł się na przedni fotel, obok kierowcy i zapobiegł jego zaśnięciu. Samochód jednak uderzył w nieoświetloną ciężarówkę stojącą na poboczu. Tadeusz Kondrat doznał pęknięcia podstawy czaszki i kilka miesięcy przebywał w szpitalu w Łodzi. Do końca życia miał sparaliżowaną lewą stronę ciała oraz kłopoty z mówieniem. Nigdy nie wrócił w pełni do zawodu.

Mąż Olgi (1912–1992), ojciec aktora Marka. 

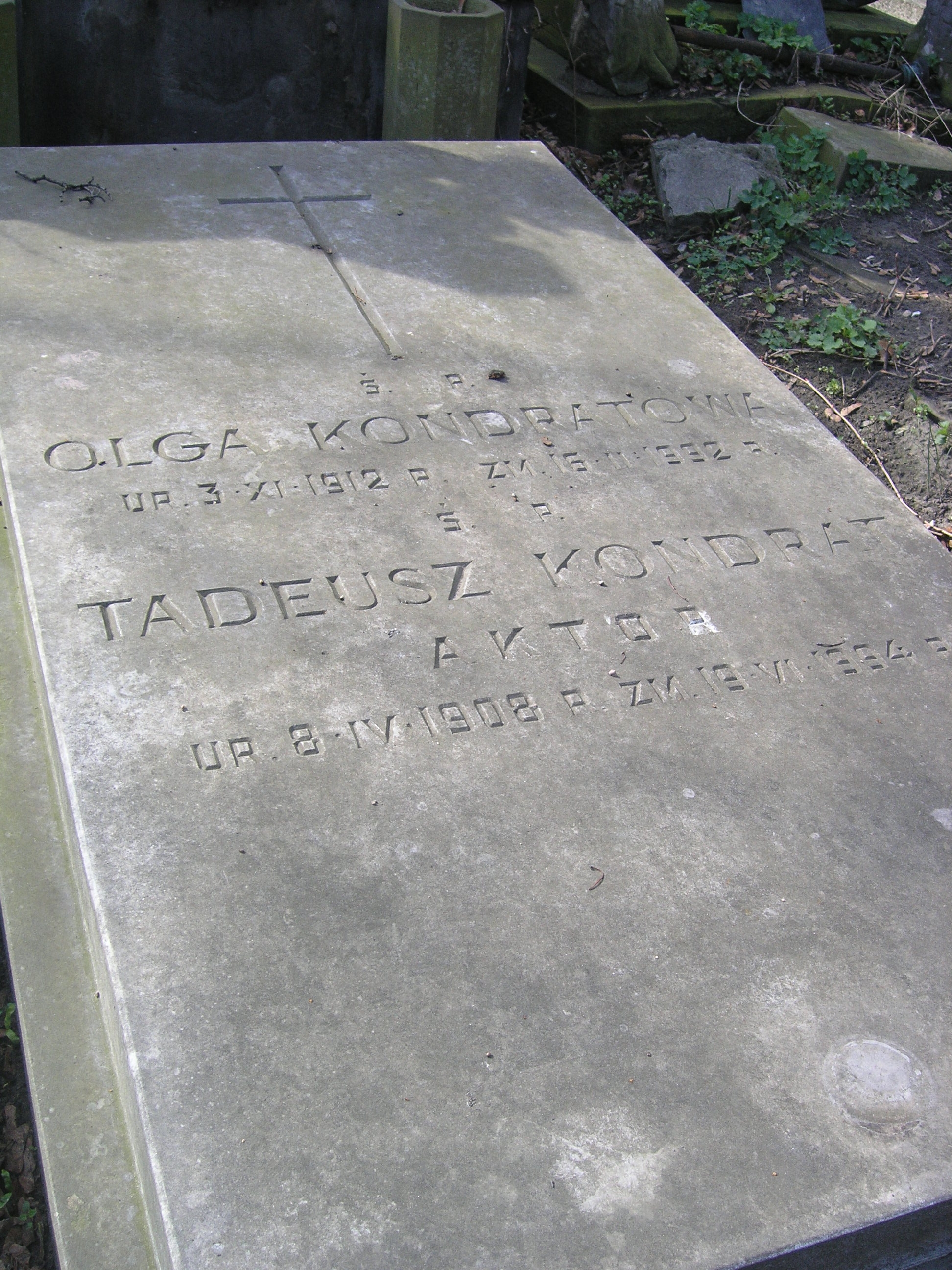
Grób aktora Tadeusza Kondrata na cmentarzu Powązkowskim w Warszawie (stan na kwiecień 2012)

Zmarł 19 czerwca 1994 roku w Domu Aktora Weterana w Skolimowie. Spoczywa na cmentarzu Powązkowskim w Warszawie (kwatera 173-5-24).

## Kariera zawodowa
- Teatry Wielkopolski 1927–1930
- Teatr Popularny im. Wojciecha Bogusławskiego Poznań 1930–1931
- Teatr Nowy im. Heleny Modrzejewskiej Poznań 1931–1932
- Teatr Miejski im. Juliusza Słowackiego Kraków 1932–1936
- Teatr Miejski Łódź 1936–1937
- Teatr Miejski im. Juliusza Słowackiego Kraków 1937–1938
- Łódzkie Teatry Miejskie 1938–1939
- Krakowski Teatr Powszechny Kraków 1944–1944
- Teatr Śląski im. Stanisława Wyspiańskiego Katowice 1945–1947
- Teatry Dramatyczne Kraków 1947–1951
- Teatr Polski w Warszawie 1951–1979

## Filmografia[4]

### Film
- 1953 – Przygoda na Mariensztacie jako hydraulik Władysław Dobrzyniec
- 1953 – Celuloza jako Natan Lubart, krawiec z Kozłowa
- 1954 – Pod gwiazdą frygijską jako krawiec Natan Lubart
- 1955 – Zaczarowany rower jako nauczyciel łaciny
- 1956 – Zemsta jako Józef Papkin
- 1961 – Kwiecień jako Bogusław Klukwa, żołnierz LWP
- 1965 – Walkower jako staruszek, właściciel komisu
- 1966 – Gdzie jest trzeci król jako Władysław Janas, kustosz muzeum
- 1967 – Przeraźliwe łoże jako obserwujący wyścig myszy
- 1967 – Zbrodnia lorda Artura Savile’a jako lokaj lorda
- 1968 – Człowiek z M-3 jako krawiec Edward Zocha
- 1968 – Lalka jako Szlangbaum, ojciec Henryka
- 1969 – Zbrodniarz, który ukradł zbrodnię jako profesor leczący Siwego po zawale
- 1971 – Dekameron 40 czyli cudowne przytrafienie pewnego nieboszczyka jako doktor Mazzeo de la Montana
- 1971 – Kamizelka jako żydowski handlarz
- 1973 – Sanatorium pod Klepsydrą jako Jakub, ojciec Józefa
- 1975 – Moja wojna, moja miłość jako dozorca w pałacu
- 1975 – Opadły liście z drzew jako Świadek Jehowy
- 1975 – Zawiłości uczuć jako Tomasz Wereszczyński
- 1976 – Noc w wielkim mieście jako Józef Kaliński
- 1980 – Polonia Restituta jako doktor (cz. 1)
- 1982 – Polonia Restituta jako doktor (odc. 1)

### Teatr TV
- 1957 – Julietta ze snów jako Ojciec Młodość
- 1957 – Leśniczy w Puszczy Kozienickiej
- 1957 – Sędziowie jako Jukli
- 1958 – Nie igra się z miłością jako Oktaw
- 1958 – Nowy Don Kiszot jako Kmotr
- 1959 – Księga apokryfów
- 1959 – Makbet jako Starzec
- 1959 – Pigmalion jako Doolittle
- 1959 – Płomienie
- 1959 – Sąd Ostateczny
- 1959 – Zawisza Czarny jako Trynitarz
- 1960 – Fantazjo jako Król
- 1960 – Godzina dwunasta
- 1960 – Troja, miasto otwarte
- 1960 – Zemsta jako Dyndalski
- 1961 – Lata nauki Wilhelma Meistra jako Sufler
- 1961 – Pastwisko na Derborence
- 1961 – Piosenki Berangera
- 1962 – Człowiek, który zaślubił niemowlę jako Ślepiec
- 1966 – Miarka za miarkę
- 1968 – Niespodziewany gość
- 1969 – Oddaj buty
- 1972 – Wiśniowy sad jako Firs
- 1974 – Trzy siostry jako Fierapont
- 1975 – Zawodowy gość jako Dziadek
- 1976 – Próba generalna jako George
- 1979 – Igraszki z diabłem jako Belzebub

## Ordery i odznaczenia
- Krzyż Oficerski Orderu Odrodzenia Polski (1978)[4]
- Krzyż Kawalerski Orderu Odrodzenia Polski (15 lipca 1954)[6]
- Srebrny Krzyż Zasługi (1947)[4]
- Medal 10-lecia Polski Ludowej (19 stycznia 1955)[7]
- Złota Odznaka honorowa „Za Zasługi dla Warszawy”
- Odznaka „Zasłużony dla Teatru Polskiego”[8]